# März-Unruhen 1968 in Polen

Gedenktafel

Die März-Unruhen 1968 in Polen waren eine politische Krise, die mit Studentendemonstrationen begann, unter anderem in Warschau, Danzig und Krakau. Die Unruhen wurden niedergeschlagen durch die Milicja Obywatelska (Bürgermiliz) und die Ochotnicza Rezerwa Milicji Obywatelskiej (Freiwillige Reserve der Bürgermiliz).

## Historischer Hintergrund
Der Polnische Oktober des Jahres 1956 brachte den Polen viele Hoffnungen. Liberale Änderungen, von Władysław Gomułka auf dem VIII. Plenum des Zentralkomitees der PZPR initiiert, wie zum Beispiel eine Amnestie für politische Gefangene, die Verbesserung der Beziehungen zur katholischen Kirche, die Begrenzung der Zensur wie eine freiwillige Zurückhaltung der Sicherheitsorgane, erwiesen sich jedoch zunehmend als Hirngespinst. Die neue Führung hatte nicht die Absicht, die gesellschaftlichen Forderungen zu erfüllen, und die Oktober-Versprechungen waren nur ein Schachzug der neuen Beamtenkader, erzwungen durch die komplizierte innere Situation.
Schon in den letzten Monaten des Jahres 1956 attackierte Gomułka in seinen Reden sog. Revisionisten und ihr Programm der Liberalisierung des kommunistischen Systems. Die ganzen folgenden zehn Jahre waren eine schrittweise Abkehr von den „Errungenschaften des Oktobers“. Es gab viele personelle Änderungen in der Partei, die Liquidierung der Zeitschriften der Intelligenz Po prostu sowie Przegląd Kultury, den Ausbau des Polizeiapparats, verschärfte Zensur, eine Rückkehr zur antikirchlichen Politik, was sich zum Beispiel in der Einstellung des Religionsunterrichts in den Schulen zeigte.
Der Wandel nahm an Stärke noch zu in der Folge des Ausgangs des Sechstagekriegs zwischen Israel und den umgebenden arabischen Staaten im Juni 1967. Die UdSSR verurteilte Israel und brach die diplomatischen Beziehungen ab; ebenso hielten es die polnischen Machthaber. Es wurden Kundgebungen an den Arbeitsstätten organisiert, in denen die „imperialistischen Bestrebungen“ Israels missbilligt wurden. In Parteikreisen, in Heer und Miliz, auch unter regierungstreuen Katholiken, konzentriert um die Vereinigung „PAX“, kam es zu antisemitischer Stimmungsmache. Die Kirche mit Kardinal Stefan Wyszyński an der Spitze nahm dagegen eher eine proisraelische Haltung ein, so wie die Mehrheit der polnischen Gesellschaft. Einige polnische Juden bekundeten öffentlich ihre Unterstützung für die Operationen der israelischen Armee.
Die gesellschaftliche Stimmung sollte sich nach den Direktiven der UdSSR für die PZPR richten, ohne aber in eine feindliche Stimmung gegenüber der Sowjetunion umzuschlagen. Im Verlauf der Debatte hielt Władysław Gomułka eine Rede auf dem VI. Kongress der Berufsverbände. Er vertrat darin die These, es bestehe in Polen „eine zionistische Fünfte Kolonne“ (eine Formulierung, die in der Presse nicht auftauchte), die die behauptete israelische Aggression gegenüber den arabischen Ländern akzeptiere und unterstütze. Er wiederholte die damals gängige sowjetische These, „die Aggression Israels sei das Resultat der reaktionärsten Verschwörung des internationalen Imperialismus“.
Nach der Rede Gomułkas steigerte sich die Aggressivität der Partisanen, d. h. der nationalistisch-populistischen Fraktion um General Mieczysław Moczar (seit 1964 Innenminister). Sie attackierten die „Zionisten“ auf allen Treffen und Zusammenkünften. Moczar selbst verglich das Vorgehen der israelischen Armee mit Hitler-Methoden aus dem Zweiten Weltkrieg. Man bezichtigte Bürger jüdischer Herkunft zum Beispiel gegenüber Sicherheitsbehörden der Steuerhinterziehung. Den Aktionen der „Parteigänger“ schloss sich auch die PAX Bolesław Piaseckis an, der Revisionisten, „wurzellose Kosmopoliten“ sowie den Episkopat angriff.
Die antisemitische Stimmung verschärfte sich nicht nur in Parteikreisen, sondern auch unter Arbeitern und „Menschen niederer Schichten“. Das Kesseltreiben erreichte die Strukturen der Partei, des Heeres (im Jahr 1967 wurden etwa 200 höhere Dienstgrade ihrer Offiziers-Funktion entbunden, darunter 14 Generäle, eine Maßnahme, für die persönlich Polens Verteidigungsminister Wojciech Jaruzelski verantwortlich war), die Miliz, die Sicherheitsorgane und andere gesellschaftliche Institutionen. Die politische Säuberung betraf auch die höheren Lehranstalten. Lehrer und Professoren wurden von Schulen und Universitäten verwiesen. Zur Verschärfung der Lage trugen auch noch die Geschehnisse in der Tschechoslowakei bei, wo Anfang 1968 im Rahmen des Prager Frühlings Alexander Dubček an die Macht gekommen war und versucht wurde, das kommunistische System zu liberalisieren.

## „Dziady“ und Demonstrationen
In unmittelbarer Folge kam es zu einer Studentendemonstration vor dem Warschauer Adam-Mickiewicz-Denkmal (30. Januar 1968) gegen die Absetzung des Theaterstücks Totenfeier (poln.: Dziady) des polnischen Dichterfürsten Adam Mickiewicz unter Regie von Kazimierz Dejmek, gespielt im Warschauer Nationaltheater, dessen Inszenierung zu Recht antisowjetische Merkmale unterstellt wurden. Nach den ersten vier Aufführungen wurde Dejmek informiert, das Stück solle nur einmal wöchentlich aufgeführt werden, der schulischen Jugend sollten nicht mehr als 100 Tickets zu Normalpreisen verkauft werden, der Regisseur solle die Reaktionen des Publikums notieren.
Am 16. Januar wurde er informiert, dass am 30. Januar die letzte Vorführung sei. Diese Vorstellung (es war die elfte seit der Premiere) war fast ausverkauft, hauptsächlich durch Studenten. Ständig gab es Szenenbeifall. Nach Vorstellungsende wurde skandiert: „Unabhängigkeit ohne Zensur!“, ausgedacht von Karol Modzelewski. Es waren auch Rufe zu hören: „Wir wollen Kultur ohne Zensur!“ Am Ausgang des Theaters hatte sich eine Menge von etwa 200 Menschen zusammengefunden (wiederum mehrheitlich Studenten), die sich in Richtung des Mickiewicz-Denkmals mit Transparenten bewegten mit Parolen wie „Wir fordern weitere Vorstellungen“, die auf den Stufen des Denkmals ausgebreitet wurden. Die Miliz (MO) reagierte nicht sofort, erst nach einigen Minuten wurde die Kundgebung mit Schlagstöcken aufgelöst, und 35 Demonstranten wurden festgenommen, von denen neun einem Strafgericht überstellt wurden. Zwei Studenten der Universität Warschau wurden auf Antrag des Hochschulministers Henryk Jabłoński der Universität verwiesen, da sie nach der Vorstellung mit Reportern der französischen Presse gesprochen hatten. Es handelte sich um Adam Michnik und Henryk Szlajfer.

## Reaktion auf das Vorgehen der Behörden
Über die Geschehnisse in Polen berichteten ausländische Medien, zum Beispiel die New York Times und die Washington Post sowie Radio Free Europe/Radio Liberty. Es entwickelte sich ein „Flugblatt-Krieg“, initiiert durch den Text zweier Revisionisten (Parteimitglieder, die die Politik der Polska Zjednoczona Partia Robotnicza kritisierten nach dem Abgehen von der Doktrin des reinen Sozialismus) – Jacek Kuroń und Karol Modzelewski – unter dem Titel Der politische Sinn einer Petition in Sachen ‚Dziady‘. Warschauer und Breslauer Studenten organisierten sich in Gruppen, sammelten Geld zur Abgeltung der Strafen, sammelten Unterschriften für Petitionen an die Regierung, in denen sie gegen die Begrenzung der Kultur protestierten und die Wiederaufnahme der Vorstellungen verlangten. Den Anliegen der Studenten schloss sich der Kreis der Literaten an, an der Spitze der Verband Polnischer Schriftsteller.
Am 22. Februar fassten die Führer der Studentenbewegung den Beschluss, eine Versammlung zur Verteidigung der relegierten Studenten innerhalb einer Woche nach der Versammlung des Verbandes der Polnischen Literaten (Związek Literatów Polskich) abzuhalten. Dem Plan zufolge hätte diese am 29. Februar stattfinden sollen, und schließlich fiel die Versammlung an der Universität Warschau auf den 8. März um 12 Uhr. Auf der außerplanmäßigen Sitzung gaben sie eine Erklärung heraus, in der sie die Kulturpolitik in Volkspolen verdammten, die Abschaffung der Zensur verlangten und Freiheit für ihre Anführer. Die Herrschenden dachten nicht daran und arrestierten vorsorglich die Anführer des studentischen Protests. Am 8. März griffen sie Szlajfer, Seweryn Blumsztajn, Jan Lityński, Modzelewski und Kuroń auf. Am nächsten Tag verhafteten sie Michnik.
Trotzdem begann um 12 Uhr auf dem Universitätsplatz die Demonstration. Es wurden Flugblätter verteilt, in denen man sich auf Artikel 71 der polnischen Verfassung berief und die Freiheit der Berufsausübung der Bürger gefordert wurde. Die Protestierer verabschiedeten eine Resolution, in der eine Rückkehr des Rechts für die Studenten Michnik und Szlajfer gefordert wurde sowie die Befreiung der Verhafteten und die Rücknahme von Disziplinarmaßnahmen. Die Versammlung verlief sehr ruhig. Man ließ sich davon auch nicht abbringen durch brutale „Pazifizierungsmaßnahmen“ der Abordnungen von ZOMO, einer Sondermiliz, und „Arbeiter-Aktivisten“, die mit Autos aus Warschauer Betrieben zur Universität fuhren und gebracht wurden. Die Studenten zerstreuten sich nach Hause, da die Miliz mit Schlagstöcken angriff. Als Ausdruck der Solidarität mit den Geschädigten fand am nächsten Tag eine Demonstration im Polytechnikum statt, und an einigen Orten der Hauptstadt kam es zu Zusammenstößen mit der Miliz und zu Verhaftungen. Die revolutionäre Atmosphäre weitete sich auf die übrigen Warschauer Lehranstalten aus, durch ein Netz von Emissären schließlich im ganzen Land – es gab Studenten-Versammlungen u. a. in Breslau, Łódź, Krakau, Posen, Thorn und Danzig.
Die Situation war jedoch nicht so bedrohlich, dass sie die Parteimitglieder sonderlich erschreckt hätte, weil die Arbeiterschicht sich den Studenten nicht anschloss. Schon am 11. März hatte eine Vollversammlung der gesellschaftspolitischen Aktivisten beim ZK der PZPR stattgefunden, in der über die Organisierung der Massen in den Betrieben entschieden wurde. Solcherart Versammlungen ähnelten Akklamationen der Partei-Politik. Bei diesen Sitzungen exponierte sich die sog. „Bananen-Jugend“. Ein bekannter Slogan aus dieser Richtung war „Studenten in die Hörsäle, Literaten an die Feder, Zionisten nach Zion“. So wollten die regierungsnahen Kreise die Hoffnung auf Problemlösungen zurückdrehen und den Spekulationen von Antisemitismus entgehen, zumal ihnen Namen von Organisatoren wie Szlajfer und Blumsztajn fremd erschienen. Man begann Verbindungslinien zwischen den Vorstellungen der „Greisen-Totenfeier“ und denen der Protestteilnehmer wider die „zionistische fünfte Kolonne“ zu suchen unter Hinweis auf eine angebliche Betroffenheit der Führung Volkspolens. Einen starken Anteil an der Entstehung dieser antisemitischen Psychose hatte die Fraktion General Moczars, der sich von der Sowjetunion absetzen wollte und viele Bürger als „Zionisten“ verdächtigte.

## Antisemitische Kampagne
Bei der Versammlung im Kongresssaal missbilligte Gomułka am 19. März antirussische Anspielungen in den Vorstellungen der Dziady und griff das angeblich antisozialistische Wirken einer Gruppe von Studenten an, er bezeichnete diese als „Feinde des polnischen Volkes“ und hob dabei die jüdische Herkunft der geistigen Urheber der Zusammenstöße an der Universität hervor. Er versicherte zugleich, der Kampf gegen Zionismus habe nichts mit Antisemitismus zu tun. Mit seiner antizionistischen Haltung bewahrte er sein schon beschädigtes Prestige in der Partei. Stark antisemitische Äußerungen tätigte unter anderen auf anberaumten Kundgebungen in Kattowitz der seinerzeitige Woiwodschaftssekretär Edward Gierek.
Die Rede erzeugte große Empörung unter den Studenten, die die Streiks an den Warschauer Lehranstalten in Gang gesetzt hatten. Neuerlich forderten sie die Respektierung der kodifizierten Bürgerrechte und die Abschaffung der Zensur und widersetzten sich rassischer oder völkisch-nationaler Diskriminierung. Den Studenten schlossen sich auch einige Dozenten an. Die Obrigkeit verschärfte die Relegationen, die Protestierenden wurden so gezwungen, ihren Streik nach drei Tagen zu beenden. Für die Erfüllung der studentischen Forderungen setzte sich auch der polnische Episkopat ein. Die Bischöfe kritisierten die antisemitischen Schritte der Partei und schickten auch einen Brief an Ministerpräsident Józef Cyrankiewicz mit dem Appell zur Befreiung der Verhafteten und zum Ende der Unterdrückung. Das Schreiben zeitigte jedoch keinerlei Wirkung. Am 25. März wurden prominente Professoren von der Lehre „freigestellt“, unter anderen Zygmunt Bauman (ehemaliges Parteimitglied, der zum Zeichen des Protests vor dem März sein Parteibuch zurückgegeben hatte), Leszek Kołakowski und Maria Hirszowicz.
Dies konnte nicht ohne eine Reaktion der Studenten bleiben, schon am 28. März organisierten sie eine Versammlung, in der sie eine Deklaration der Studentenbewegung verabschiedeten. Sie forderten darin Vereinigungsfreiheit, Meinungsfreiheit, die Abschaffung der Zensur, eine soziale Kontrolle des gesellschaftlichen Eigentums und die Wahrung der Bürgerrechte. Das traf auf eine rücksichtslose Antwort der Mächtigen. Sie liquidierten sechs Studienrichtungen an der Warschauer Universität, darunter die Philosophische Fakultät mit Soziologie und Psychologie sowie die Wirtschaftswissenschaft. Von den Hörern wurden weitere 34 Studenten relegiert, weiteren elf der Studentenstatus aberkannt. Man verfügte neue Einschreibungsvorschriften, eine Vorlesungsunterbrechung bis 22. Mai, setzte eine Aktion der erzwungenen Einberufung von Studenten zur Armee in Kraft. Die Maßnahmen beendeten viele Hoffnungen auf eine Verständigung in der polnischen Gesellschaft endgültig.
Nach der Debatte der Partei über Studenten und Professoren beschäftigte man sich mit weiteren Drangsalierungen von Menschen jüdischer Herkunft. Fast 8000 Parteimitglieder wurden ausgeschlossen, gefolgt von weiteren Säuberungen des Sicherheitsapparats und der Miliz. Hinter dieser Aktion stand vor allem die Fraktion der Partisanen um Mieczysław Moczar, die in einer Ausdünnung der seinerzeitigen exekutiven Strukturen eine Möglichkeit zu eigenem Vorrücken sah. Die antisemitische Kampagne kostete etwa 20.000 Menschen ihre Arbeitsstelle und zwang so die meisten von ihnen in den Jahren 1968–1971 zur Auswanderung.
Offensichtlich war das schon in der April-Sitzung des Sejm 1968, als man sich ausführlich mit einer Interpellation der Znak-Abgeordneten beschäftigte, die dem Sejm noch am 11. März zuging und eine Entschließung enthielt gegen die brutalen Aktionen des Verteidigungsministeriums und der ORMO und die Nichtbeachtung der Bürgerrechte. Die Auftritte einzelner Parteipolitiker waren feindselig, voller Verleumdungen und Demagogie. Sie beschuldigten Abgeordnete, Unruhestifter und reaktionär zu sein, und nannten sie ein „politisches Überbleibsel im Sejm“. In derselben Sitzung verfügten sie eine Reihe bedeutender personeller Änderungen in der Partei. Aus der Stellung als Vorsitzender der Volksversammlung zog sich, zum Zeichen des Protests gegen die antisemitische Hetzjagd, Edward Ochab zurück. Durchgeführt wurden auch eine Reihe von Änderungen im Staatsbürgerschaftsrecht.
Später, auf dem XII. Plenum der PZPR im Juli, wurde festgestellt, dass 111 Personen aus hohen Staatsfunktionen entlassen worden waren, darüber hinaus viele tausend Parteimitglieder. Auch wurde auf diesem Plenum festgestellt, die Frage des Zionismus sei hinlänglich erhellt, und es bestehe kein Anlass, sie wieder aufzugreifen und künstlich am Leben zu erhalten. Man brachte dieses informelle Komplott des Schweigens in Gang gegenüber den Fragen des März und des Antisemitismus, was so andauerte bis zur Absetzung des kommunistischen Regimes 1989. Die Organisatoren der Versammlungen wurden erst Ende 1968 und zu Jahresbeginn 1969 vor Gericht gestellt und erhielten Gefängnisstrafen zwischen 1,5 und 3,5 Jahren.

## Folgen und Bedeutung des März
Der Zusammenbruch der Studentenbewegung ließ Teile der Gesellschaft in Apathie versinken, in dem Bewusstsein, dass eine wie auch immer geartete Erweiterung von Freiheit unmöglich sei. Diese Überzeugung wurde noch verstärkt durch die blutige Beendigung des Prager Frühlings im August 1968, an der auch das polnische Heer teilnahm. Gomułka behielt, trotz vielfachen Vordringens der Moczar-Anhänger, seine Macht in der Partei, und sein Regime ermöglichte in der Folge des März den Polizeistaat des Geheimdienstes Służba Bezpieczeństwa (SB). Es wurden die Aktivitäten der Zensur verstärkt, viele Bücher und Zeitschriften „durcheinandergewirbelt“. Auch wurde denjenigen die internationale Reisefreiheit erschwert, die als in Zusammenhang mit der März-Bewegung stehend angesehen wurden.
Die Geschehnisse zusammen mit den antisemitischen Kundgebungen verdunkelten das Bild Polens in westlichen Ländern. Dies umso mehr, als sie Emigrationswellen polnischer Juden nach sich zogen wie auch eine solche von Professoren und Kulturschaffenden. Man schätzt, dass im Verlauf der Jahre 1968–1970 30.000 Menschen das Land verließen; viele von ihnen erhielten von den Behörden der Volksrepublik Polen nur sog. Ausreisedokumente und mussten ihre Staatsbürgerschaft aufgeben.
Die tragischen Ereignisse des Jahres 1968 hatten jedoch wenigstens einen positiven Aspekt. Wiewohl die Protestierer kümmerliche Hoffnungen auf eine Überwindung der Grundsätze des kommunistischen Systems hegten und unter Parolen streikten wie „Sozialismus – ja, Entstellung – nein“, änderten sie das Bewusstsein eines Teils der jungen polnischen Intelligenz merklich. Diejenigen, die in jenen Jahren ihre aktive politische Teilhabe begannen, blieben diesem Gedankengut lange Jahre treu. Sie machten es im Jahr 1980 fruchtbar, als Teilnehmer des März die Grundlagen der Solidarność formten.

## Ablauf der Ereignisse
- 8. März: Eine Protest- und Solidaritätsdemonstration für die relegierten Adam Michnik und Henryk Szlajfer findet statt. Die Kundgebung auf dem Campus der Universität Warschau wird brutal aufgelöst durch sog. Arbeiter-Aktivisten sowie ein Eingreifbataillon aus Golędzinów, später bekannt unter dem Namen ZOMO.
- 9.–23. März: Studentenstreik am Warschauer Polytechnikum, von der Bevölkerung unterstützt. Am ersten Tag des Streiks attackieren Milizen ergebnislos das Gebäude der Fakultät für Elektronik des Polytechnikums.
- 11. März: In Danzig nehmen am Polytechnikum an einer Veranstaltung gegen die Politik der Partei 4.000 Studenten teil.
- 15. März: Danzig ist die Hauptstadt der Manifestationen im Land. Es nehmen an ihnen 20.000 Studenten, Arbeiter und andere Einwohner teil.

## Gedenktafel an der Warschauer Universität
Die polnische Aufschrift der Gedenktafel lautet (mit deutscher Übersetzung):
| Na tym dziedzińcu 8 marca 1968 roku rozpędzono wiec studentów domagających się wolności słowa. Wydarzenia Marcowe stały się symbolem brutalnych prześladowań niezależnej myśli, niszczenia kultury narodowej i jedności społeczeństwa polskiego. Dziś solidarni, oddając sprawiedliwość pokrzywdzonym, umieszczamy tę tablicę ku przestrodze przyszłym pokoleniom. 1981. Studenci, pracownicy UW, robotnicy Warszawy. | In diesem Hof versammelten sich am 8. März 1968 Studenten, die Redefreiheit einforderten. Die Ereignisse im März sind zu einem Symbol der brutalen Verfolgung des unabhängigen Denkens, der Zerstörung der nationalen Kultur und der Einheit der polnischen Gesellschaft geworden. Aus Solidarität und Gerechtigkeit für die Opfer setzen wir heute diese Tafel als Warnung für zukünftige Generationen. 1981. Studenten, Personal der Universität Warschau, Warschauer Arbeiter. |

Vorangestellt ist ein Zitat aus Nie trzeba robić... von Cyprian K. Norwid (1821–1883):

„Nie trzeba kłaniać się okolicznościom,

A prawdom kazać, by za drzwiami stały ...“

## Bedeutendste Streiks in der Volksrepublik Polen
- Juni 1956 – Posener Aufstand (1956)
- Dezember 1970 – Aufstand vom Dezember 1970 in Polen
- Juni 1976 – Ursus, Radom, Płock
- August 1980 – Danzig/Stettin/Elbląg: Solidarność, August-Streiks 1980 in Polen